# HMS Albrighton (L12)
HMS Albrighton (L12) là một tàu khu trục hộ tống lớp Hunt Kiểu III của Hải quân Hoàng gia Anh Quốc được hạ thủy năm 1941 và nhập biên chế năm 1942. Nó đã hoạt động cho đến hết Chiến tranh Thế giới thứ hai, từng tham gia cuộc Đột kích Dieppe và cuộc đổ bộ Normandy trước khi ngừng hoạt động năm 1945. Con tàu được chuyển cho Tây Đức năm 1957 và hoạt động như tàu frigate Raule (F217) trong vai trò tàu huấn luyện cho đến năm 1968 và bị tháo dỡ năm 1969.

## Thiết kế và chế tạo
Albrighton được đặt hàng vào ngày 4 tháng 7 năm 1940 trong Chương trình Chiến tranh Khẩn cấp 1940 và được đặt lườn tại xưởng tàu của hãng John Brown & Company ở Clydebank vào ngày 30 tháng 12 năm 1940. Lớp Hunt được chế tạo nhằm lấp đầy nhu cầu cần có một số lượng lớn kiểu tàu khu trục cỡ nhỏ, có khả năng hộ tống vận tải và hoạt động cùng hạm đội. Những chiếc Hunt Kiểu III khác biệt với Kiểu II khi thay thế một tháp pháo 4-inch nòng đôi bằng hai ống phóng ngư lôi để cải thiện khả năng hoạt động như một tàu khu trục.
Albrighton có chiều dài ngang mực nước là 264 foot 3 inch (80,54 m) và chiều dài chung 280 foot (85,34 m), mạn thuyền rộng 31 foot 6 inch (9,60 m) và mớn nước 7 foot 9 inch (2,36 m). Trọng lượng choán nước tiêu chuẩn của con tàu là 1.050 tấn Anh (1.070 t), và lên đến 1.490 tấn Anh (1.510 t) khi chở đầy tải. Hai nồi hơi 3-nồi Admiralty cung cấp hơi nước áp lực tối đa 300 pound trên inch vuông (2.100 kPa) ở 620 °F (327 °C) cho hai turbine hơi nước Parsons với hộp số giảm tốc một tầng, dẫn động hai trục chân vịt tạo ra công suất 19.000 mã lực càng (14.000 kW) ở 380 vòng quay mỗi phút. Hệ thống động lực này cho tốc độ tối đa 27 hải lý trên giờ (50 km/h; 31 mph). Con tàu mang theo 345 tấn Anh (351 t) dầu đốt, cung cấp tầm hoạt động 3.700 hải lý (6.900 km; 4.300 mi) ở tốc độ đường trường 15 hải lý trên giờ (28 km/h; 17 mph).
Dàn vũ khí chính của Albrighton bao gồm bốn khẩu pháo QF 4 in (100 mm) Mark XVI đa dụng (chống hạm và phòng không) trên hai bệ nòng đôi Mk. XIX, cùng một khẩu đội QF 2 pounder Mk. VIII phòng không trên bệ MK.VII bốn nòng và ba khẩu pháo Oerlikon 20 mm trên bệ P Mk. III cho hỏa lực phòng không tầm gần. Giống như nhiều chiếc lớp Hunt khác, sau này nó được bổ sung thêm một khẩu 2-pounder phía mũi tàu để cận chiến với các tàu phóng lôi cao tốc như kiểu E-boat của Đức. Hai ống phóng ngư lôi dành cho ngư lôi 21 in (533 mm) được đặt trên bệ nòng đôi, và con tàu còn mang theo bốn máy phóng và hai đường ray thả mìn sâu, với 70 quả mìn được mang theo để chống tàu ngầm. Hệ thống cảm biến bao gồm các radar Kiểu 291 và Kiểu 285, cùng sonar Kiểu 128.
Công việc chế tạo con tàu bị kéo dài do hư hại bởi những đợt không kích của quân Đức, và nó chỉ được hạ thủy vào ngày 11 tháng 10 năm 1941 và nhập biên chế vào ngày 22 tháng 2 năm 1942. Tên nó được đặt theo rừng săn cáo Albrighton tại Shropshire, và là chiếc tàu chiến duy nhất của Hải quân Anh được đặt cái tên này. Con tàu được cộng đồng dân cư Wednesbury thuộc hạt Shropshire đỡ đầu trong khuôn khổ cuộc vận động gây quỹ Tuần lễ Tàu chiến năm 1942.

## Lịch sử hoạt động

### 1942
Sau khi hoàn tất, Albrighton được trang bị tại Greenock trước khi gia nhập Chi hạm đội Khu trục 1 đặt căn cứ tại Portsmouth vào tháng 4 năm 1942, và làm nhiệm vụ tuần tra và hộ tống vận tải tại khu vực eo biển Manche và Bắc Hải. Nó từng đụng độ với tàu phóng lôi E-boat đối phương vào các ngày 24 tháng 4 và 6 tháng 5. Vào ngày 19 tháng 6, nó cùng các pháo hạm SGB 6, SGB 7 và SGB 8 tấn công một đoàn tàu vận tải đối phương ngoài khơi bán đảo Cotentin, Normandy; SGB 7 và một tàu vận tải Đức đã bị đánh chìm.
Vào ngày 19 tháng 8, Albrighton tham gia Chiến dịch Jubilee, cuộc Đột kích Dieppe nhằm phá hủy các cơ sở hậu cần của Đức tại cảng Dieppe, Pháp. Chiếc tàu khu trục chịu đựng hư hại nhẹ bởi hỏa lực bờ biển của đối phương, và khi tàu chị em Berkeley (L17) bị đánh trúng hai quả bom khiến hư hại nặng cấu trúc và bị ngập nước nặng, Albrighton đã giúp cứu vớt những người sống sót từ Berkeley và sau đó đánh đắm con tàu bị hư hại bằng ngư lôi trước khi rút lui về Anh.
Trong đêm 13-14 tháng 10, Albrighton cùng các tàu chị em Cottesmore (L78), HNoMS Eskdale, HNoMS Glaisdale và Quorn (L66) phối hợp cùng hai đội tàu phóng lôi được phái đi đánh chặn tàu buôn tuần dương vũ trang Đức Komet đang tìm cách thoát ra Đại Tây Dương nhằm cướp phá tàu buôn Đồng Minh. Mặc dù được bốn tàu phóng lôi hộ tống, Komet bị đánh chìm ngoài khơi Cherbourg với tổn thất nhân mạng toàn bộ.
Từ ngày 2 đến ngày 10 tháng 11, Albrighton tham gia thành phần hộ tống cho Đoàn tàu KMS 2 chuyển quân đến Gibraltar, tập trung lực lượng để chuẩn bị cho Chiến dịch Torch, cuộc đổ bộ của lực lượng Anh Mỹ lên Bắc Phi vốn còn do phe Pháp Vichy chiếm đóng. Vào ngày 12 tháng 11, sau khi tàu khu trục Marne (G35) bị hư hại do trúng ngư lôi khi nó đang cứu vớt những người sống sót từ chiếc tàu tiếp liệu khu trục Hecla (1940) bị đắm ngoài khơi Casablanca, Albrighton đã tiếp cận để trợ giúp cho Marne, cho đến khi chiếc tàu kéo Salvonia đến kéo Marne quay trở lại Gibraltar.Albrighton sau đó quay trở về Anh trong thành phần hộ tống cho Đoàn tàu MKF 001.

### 1943

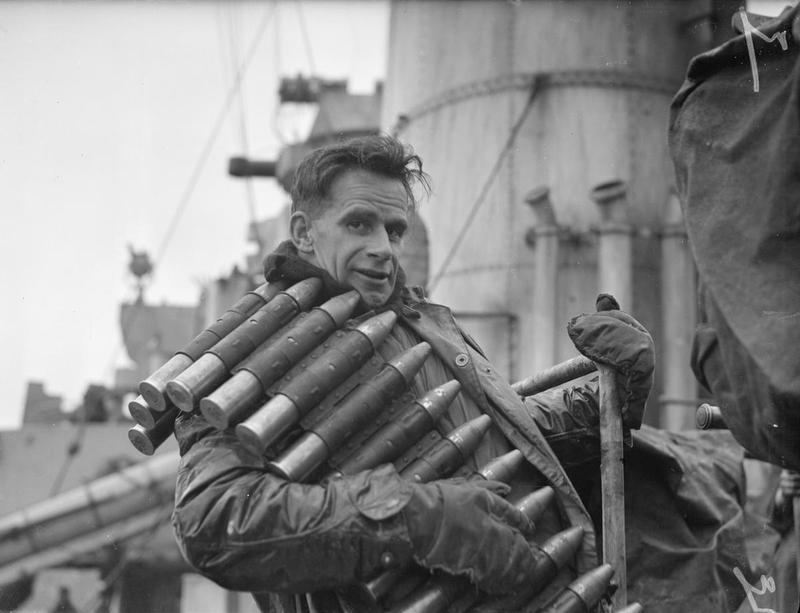
Một pháo thủ bên trên HMS Albrington tại Devonport, sau khi đánh chìm hai tàu tiếp liệu đối phương ngoài khơi Brittany; 29 tháng 4 năm 1943. Anh đang mang đạn cho khẩu pháo QF 2 pounder phòng không. (IWM A16193)

Albrighton quay trở lại hoạt động cùng Chi hạm đội Khu trục 1, và vào ngày 12 tháng 12 năm 1942 đã tham gia một cuộc tấn công đoàn tàu đối phương ngoài khơi Dieppe, nơi nó cùng tàu chị em Eskdale đánh chìm chiếc tàu quét mìn Đức Beijerland. Trong đêm 27-28 tháng 4 năm 1943, nó lại cùng tàu chị em Goathland (L27) đánh chìm con tàu vượt phong tỏa Ý Butterfly và tàu đánh cá chống ngầm Đức UJ1402. Tuy nhiên, Albrighton bị hư hại trong trận đụng độ này, với tổn thất chín người thiệt mạng và 25 người khác bị thương.

### 1944
Vào tháng 2 năm 1944, Albrighton được lựa chọn để cải biến thành một tàu chỉ huy để kiểm soát các tàu đổ bộ, nhằm chuẩn bị cho cuộc đổ bộ lên bờ biển phía Bắc nước Pháp sắp diễn ra. Khi cuộc Đổ bộ Normandy được tiến hành vào ngày 6 tháng 6, con tàu đã phục vụ như tàu hộ tống cho các tàu đổ bộ, cũng như là sở chỉ huy dự phòng trong nhiều tuần, trước khi quay trở lại vai trò tuần tra. Vào ngày 12 tháng 8, nó tấn công ba tàu đánh cá đối phương tại vị trí phía Nam Lorient, rồi lại đánh chìm hai tàu đánh cá đối phương hai tuần sau đó.

### 1945
Sang đầu năm 1945, Albrighton được cải biến trở lại thành tàu khu trục, và gia nhập Chi hạm đội Khu trục 21 đặt căn cứ tại Sheerness để hoạt động tuần tra tại khu vực Bắc Hải và cửa sông Thames. Nó bị hư hại do va chạm với tàu đổ bộ LST LST 238 vào ngày 23 tháng 5, và sau khi hoàn tất sửa chữa, nó được dự định điều sang hoạt động tại Viễn Đông. Con tàu được tái trang bị tại Immingham cho đến tháng 12; tuy nhiên lúc này chiến tranh đã kết thúc, nên con tàu được đưa về thành phần dự bị tại Devonport. Nó được xếp lại lớp như một tàu frigate vào năm 1947, chuyển đến Gibraltar vào năm 1953, rồi chuyển trở về Anh vào năm 1955, nơi nó ngừng hoạt động vào ngày 6 tháng 1 năm 1956.

### Raule(F217)

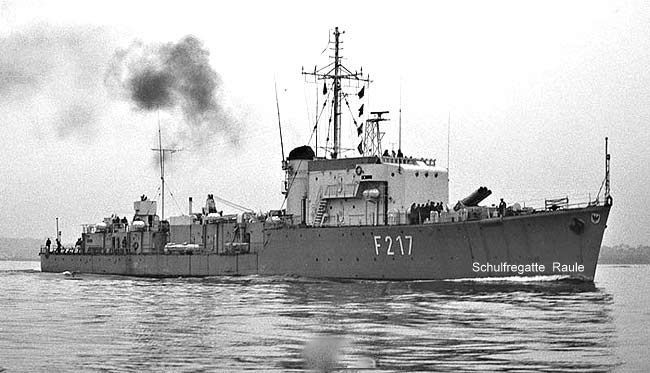
Raule phục vụ cùng Hải quân Tây Đức

Vào tháng 5 năm 1956, Albrighton là một trong số bảy tàu frigate được chọn để chuyển cho Hải quân Tây Đức mới được thành lập lại. Con tàu được bán cho Tây Đức vào ngày 11 tháng 11 năm 1957, được tái trang bị tại Liverpool trước khi nhập biên chế cùng Hải quân Tây Đức như là chiếc Raule (F217) vào ngày 14 tháng 5 năm 1959. Raule được trang bị lại để phù hợp hơn cho vai trò tàu huấn luyện chống tàu ngầm, dàn vũ khí được cải biến với bệ pháo 4-inch phía trước được tháo dỡ, và khẩu đội QF 2 pounder bốn nòng được thay bằng pháo Bofors 40 mm, bổ sung thêm vũ khí phòng không hiện đại.
Raule xuất biên chế năm 1968, và bị bán cho hãng Eisen and Metall tại Hamburg vào năm 1969 để tháo dỡ.